# Мститель (фильм, 2006)
«Мститель» (англ. Avenger) — американский телефильм 2006 года, снятый по одноимённому роману Фредерика Форсайта 2003 года.
Фильм получил рейтинг PG в рейтинговой системе MPAA (см. Система рейтингов Американской киноассоциации): детям рекомендуется смотреть фильм с родителями.

## Сюжет
После того, как его собственная дочь была убита в Панаме в 1994 году, бывший агент ЦРУ Кельвин Декстер стал «специалистом» по случаям, в которых добиться справедливости обычными законными средствами невозможно. Через 2 года по просьбе влиятельного богатого бизнесмена Стефана Эдмондса он берётся за дело по поиску его сына — Ричарда «Рики» Эдмундса, который пропал в Боснии. Декстер узнаёт, что Рики был избит до полусмерти и утоплен Зораном Зиликом и его военизированным «орденом» только за то, что помог уличным мальчишкам. Он предлагает Стефану «закончить работу», поскольку подобные военные преступники не попадают под суд. Однако директор ЦРУ Пол Деверо печётся только о ядерно-оружейном проекте, в котором он хочет использовать Зилика. Поэтому Фрэнку МакБрайду — специалисту ЦРУ «по устранению проблем» — приказано защитить Зилика и разобраться с Декстером.

## В ролях
| Актёр           | Роль            |
| --------------- | --------------- |
| Сэм Эллиотт     | Кельвин Декстер |
| Тимоти Хаттон   | Фрэнк МакБрайд  |
| Джеймс Кромвелл | Пол Деверо      |
| Дэвид Хеймен    | Зоран Зилик     |
| Уильям Хоуп     | Стефан Эдмондс  |
| Джэми Бартлетт  | Ван Ренсбург    |
| Люси Расселл    | Кёртис          |

## Создатели фильма
- Режиссёр — Роберт Марковитц.
- Сценаристы:
  - Фредерик Форсайт (автор романа);
  - Алан Шарп (автор телепьесы).
- Оператор — Оливер Бокельберг.
- Композитор — Стивен Грациано.